# Аргентина на летних Олимпийских играх 1996
Аргентина принимала участие в Летних Олимпийских играх 1996 года в Атланте (США) в шестнадцатый раз за свою историю, и завоевала две серебряные и одну бронзовую медали. Сборную страны представляли 47 женщин.

## 02!Серебро
- Парусный спорт, женщины — Карлос Эспинола.
- Футбол, мужчины.

## 03!Бронза
- Бокс, мужчины — Пабло Чакон.

## Результаты соревнований

### Академическая гребля
В следующий раунд из каждого заезда проходили несколько лучших экипажей (в зависимости от дисциплины). В финал A выходили 6 сильнейших экипажей, остальные разыгрывали места в утешительных финалах B-D.
Мужчины
| Соревнование | Спортсмены                        | Предварительный заезд | Предварительный заезд | Предварительный заезд | Отборочный заезд | Отборочный заезд | Отборочный заезд | Полуфинал     | Полуфинал     | Полуфинал     | Финал   | Финал   | Итоговое место |
| Соревнование | Спортсмены                        | Заезд                 | Время                 | Место                 | Заезд            | Время            | Место            | Заезд         | Время         | Место         | Время   | Место   | Итоговое место |
| ------------ | --------------------------------- | --------------------- | --------------------- | --------------------- | ---------------- | ---------------- | ---------------- | ------------- | ------------- | ------------- | ------- | ------- | -------------- |
| одиночки     | Серхио Фернандес                  | 3                     | 7:37,53               | 2                     | 3                | 7:42,63          | 1 Q              | Полуфинал A/B | Полуфинал A/B | Полуфинал A/B | Финал B | Финал B | 12             |
| одиночки     | Серхио Фернандес                  | 3                     | 7:37,53               | 2                     | 3                | 7:42,63          | 1 Q              | 1             | 7:23,70       | 5             | 6:56,97 | 6       | 12             |
| двойки       | Карлос Палавечино Вальтер Балунек | 2                     | 6:56,03               | 3                     | 1                | 7:10,57          | 3 Q              | 2             | 7:14,59       | 6 QB          | Финал B | Финал B | 12             |
| двойки       | Карлос Палавечино Вальтер Балунек | 2                     | 6:56,03               | 3                     | 1                | 7:10,57          | 3 Q              | 2             | 7:14,59       | 6 QB          | 6:49,34 | 6       | 12             |